# Lestodiplosis trifolii
Lestodiplosis trifolii är en tvåvingeart som beskrevs av Barnes 1928. Lestodiplosis trifolii ingår i släktet Lestodiplosis och familjen gallmyggor. Inga underarter finns listade i Catalogue of Life.